# 부개여자고등학교
부개여자고등학교(富開女子高等學校)는 대한민국 인천광역시 부평구 부개동에 위치한 공립 고등학교이다.

## 학교 연혁
- 1996년 2월 14일 : 부개여자고등학교 설립 인가 (12학급)
- 1996년 3월 1일 : 초대 이태선 교장 취임
- 1996년 3월 5일 : 제1회 입학식 거행 (624명 입학)
- 1998년 3월 1일 : 시교육청 지정 수학과 연구중심학교 운영
- 1999년 2월 12일 : 제1회 졸업식 거행 (607명 졸업)
- 2019년 3월 4일 : 고교학점제 선도학교
- 2019년 3월 4일 : 인지과학(창의융합형) 교과중점학교
- 2020년 2월 4일 : 제22회 졸업식(213명 졸업, 졸업생 누계 10,122명)
- 2023년 2월 9일 : 제25회 졸업식(149명 졸업)
- 2023년 3월 2일 : 제28회 입학(176명 입학)
- 2023년 3월 2일 : 제10대 고석봉 교장 취임

## 참고 자료
- 부개여자고등학교 - 한국교육학술정보원 학교알리미